# Пьяцца-дель-Дуомо (Пистоя)
Пьяцца-дель-Дуомо (итал. Piazza del Duomo, буквально — Соборная площадь) — главная площадь Пистойи.
Пьяцца-дель-Дуомо имеет длинную историю. На месте площади был расположен древнеримский форум Пистории, а до этого здесь находилось этрусское поселение, при раскопках были найдены саркофаги этруссков. В Пистории, как в большинстве римских городов, форум располагался на пересечении декуманус максимус и кардо максимус. Декуманусом, дорогой в широтном направлении, была знаменитая Кассиева дорога. Кардо, дорогой в меридиальном направлении, служила Виа-Максимус, соединявшая город с Тоскано-Эмилианскими Апеннинами, совпадающая с современной улицей Виа-деи-Браччолини. На площади находится мощёный участок древней Кассиевой дороги, обнаруженный в северо-западном углу Пьяцца-дель-Дуомо во время раскопок.
Пьяцца-дель-Дуомо — центр как религиозной, так и светской, жизни города. На площади расположены Пистойский собор Святого Зенона с кампанилой высотой 67 м, Баптистерий Святого Иоанна, городской музей и Палаццо-Преторио. Каждую субботу, за редким исключением, здесь проходит рыночная торговля. Рынок известен со времён Священной Римской империи, когда епископы Пистойи получили привилегию выделять территорию перед собором для торговли.
В настоящее время площадь имеет вид большого прямоугольника, на юге соединённым с меньшим прямоугольником у Баптистерия.

## Галерея

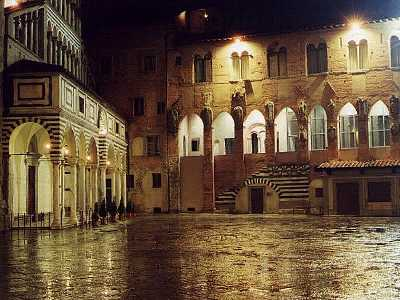
Площадь ночью
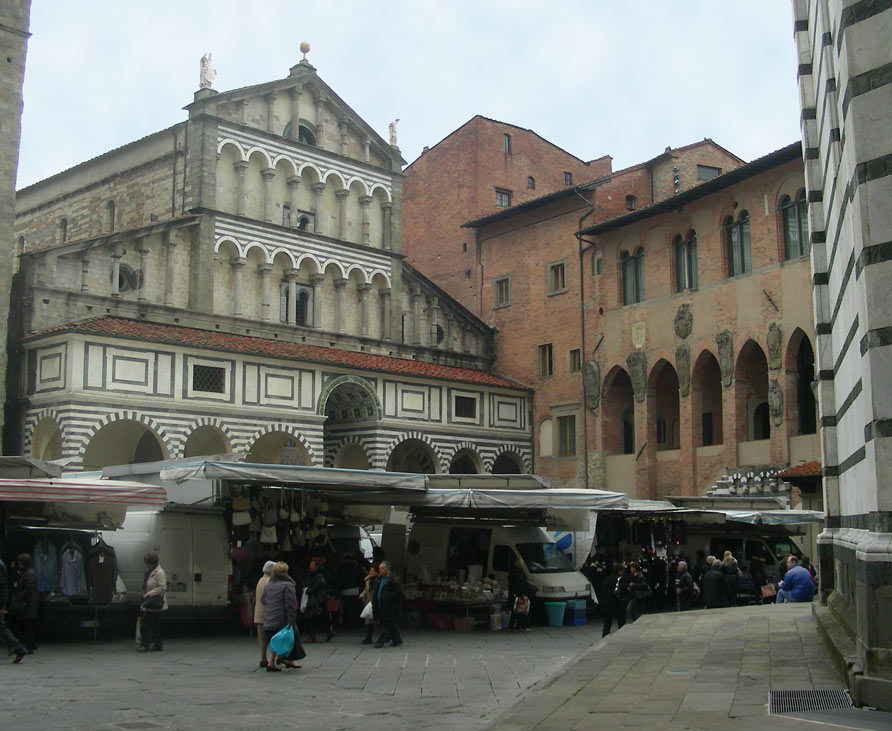
Рынок в субботу
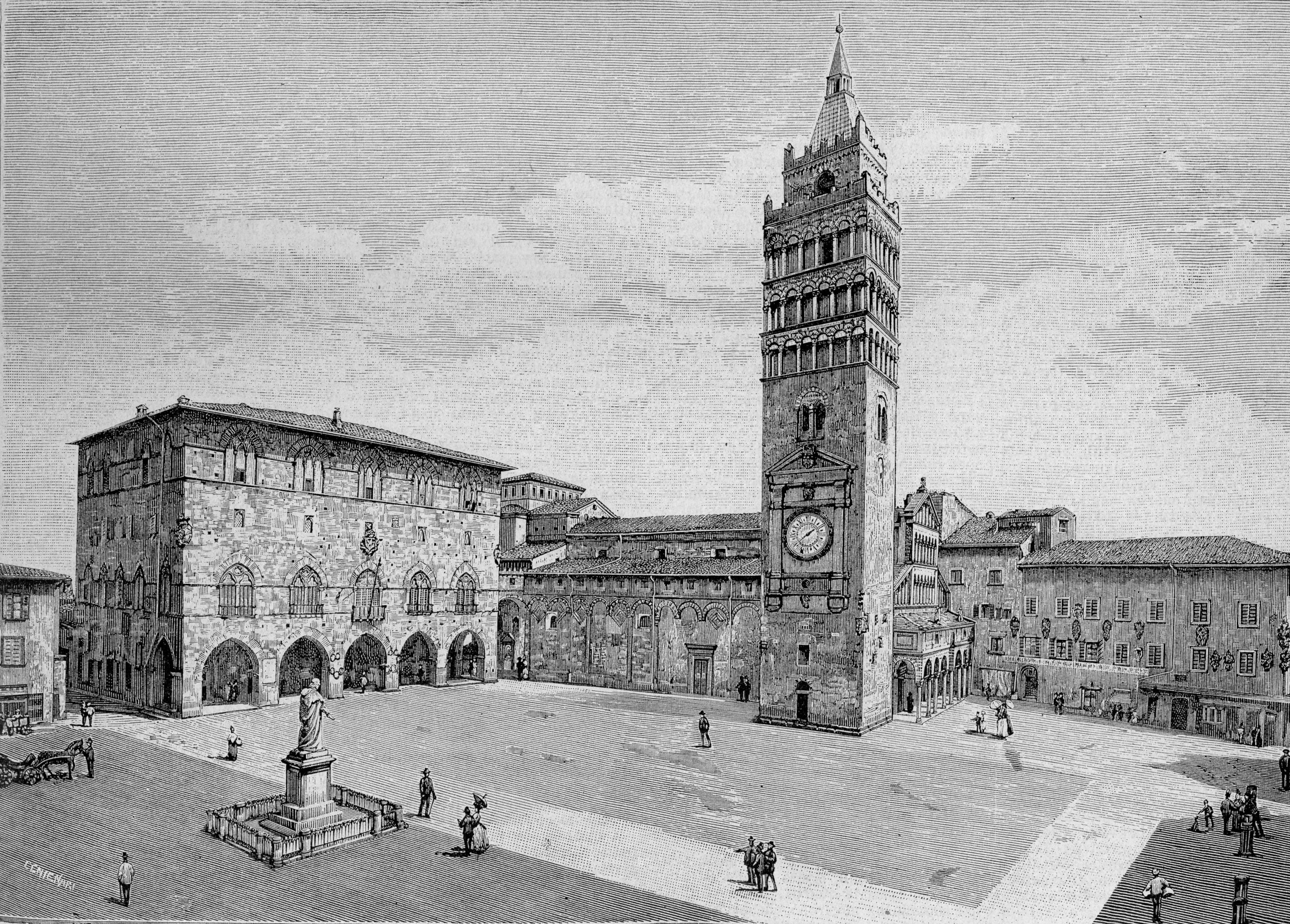
Ксилография 1890 года
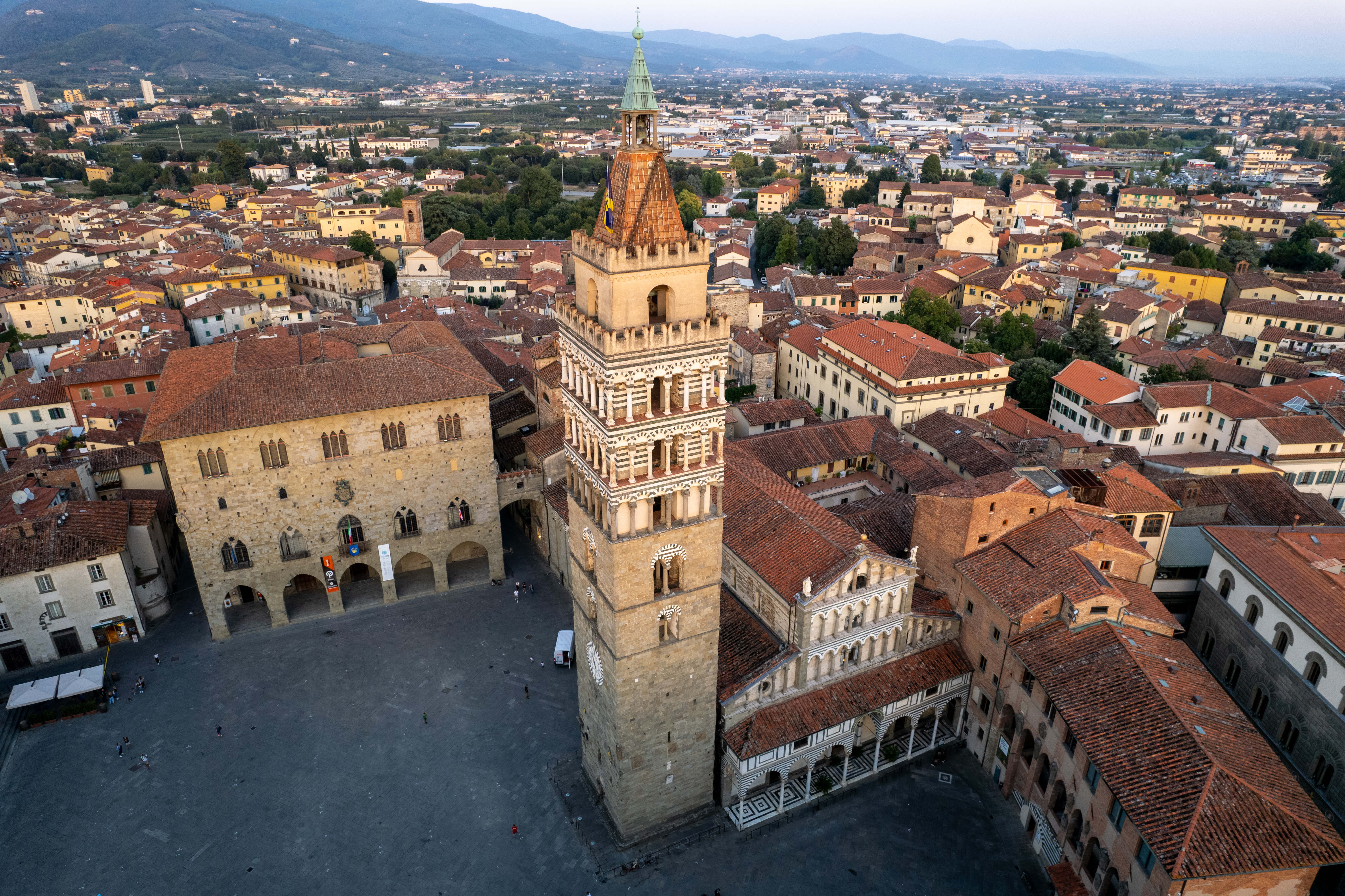
Вид с высоты птичьего полёта